# Carl Bergmann (Mediziner)

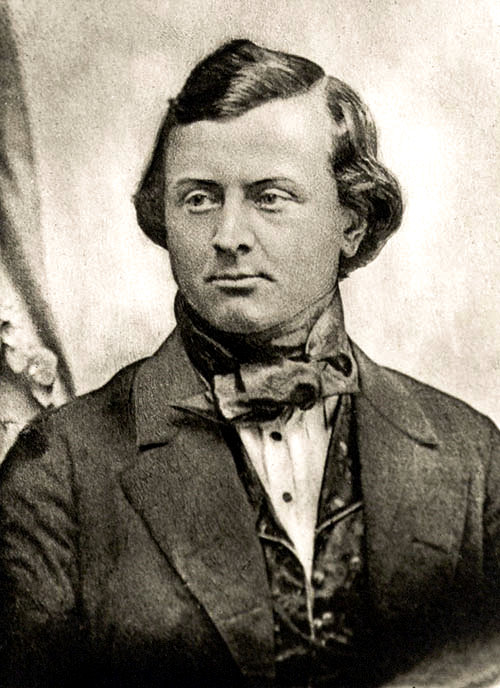
Carl Bergmann, undatierte Aufnahme

Carl Georg Lucas Christian Bergmann, auch: Karl Georg Lucas Christian Bergmann (* 18. Mai 1814 in Göttingen; † 30. April 1865 in Genf) war ein deutscher Anatom und Physiologe. Er prägte die Begriffe ‚homoiotherm‘ („gleichwarm“) und ‚poikilotherm‘ („wechselwarm“), stellte 1847 die später nach ihm benannte Bergmannsche Regel auf und entdeckte die später nach ihm benannten Bergmann-Glia-Zellen.

## Leben
Carl Bergmann war der Sohn des Göttinger Juristen und Professors Friedrich Christian Bergmann (1785–1845) und dessen Frau Henriette Christine, geb. Mejer. Nach dem 1832 in Holzminden abgelegten Abitur folgte ein Medizin- und Naturwissenschaftsstudium an den Universitäten in Göttingen und Würzburg. In Göttingen wurde er 1838 zum Dr. med. promoviert mit der Schrift De placentae foetalis resorptione.
1839 folgte die Habilitation und die Tätigkeit als Privatdozent der Medizin für Physiologie, vergleichende Anatomie und gerichtliche Medizin. Ab 1840 war er Assistent für die vergleichend-anatomische Sammlung bei Rudolf Wagner. 1843 wurde er in Göttingen zum außerordentlichen Professor berufen. 1847 veröffentlichte er die Arbeit Ueber die Verhältnisse der Wärmeökonomie der Thiere zu ihrer Grösse in den Göttinger Studien. Dieser regelhafte Zusammenhang zwischen Wärmehaushalt und Körpergröße bei Tieren wurde nach ihm benannt – die Bergmannsche Regel. 1846 begleitete er Wolfgang Sartorius von Waltershausen und Robert Bunsen auf einer Forschungsreise nach Island.
Von 1852 bis 1865 war er ordentlicher Professor der Medizin/Anatomie und Direktor des Anatomischen Instituts an der Universität Rostock. 1861 erhielt er den Titel Obermedizinalrat. Zudem war er von 1863 bis 1865 Direktor des Anthropotomischen Museums und des Zootomisch-Physiologischen Instituts und Mitglied der Großherzoglichen Medizinalkommission. Er war mehrmals Dekan und 1858–1859 Rektor der Universität.
Bergmann wurde 1859 zum Mitglied der Göttinger Akademie der Wissenschaften und 1864 zum Mitglied der Gelehrtenakademie Leopoldina gewählt.
Carl Bergmann war verheiratet mit Wilhelmine Bergmann, geb. Heusinger von Waldegge. Er verstarb am 30. April 1865 nach einem Kuraufenthalt auf der Rückreise in Mentone (bei Genf).

## Schriften
- Einige Beobachtungen und Reflexionen über die Skelettsysteme der Wirbelthiere, deren Begrenzung und Plan. Vandenhoeck & Ruprecht, Göttingen 1846. (Digitalisat)
- Ueber die Verhältnisse der Wärmeökonomie der Thiere zu ihrer Grösse. Abgedruckt aus den Göttinger Studien. 1847. Göttingen 1848. (Digitalisat)
- Physiologische Bemerkungen über einige bekannte Eigenthümlichkeiten des Baues der Vögel. Berlin 1850. (In: Archiv für Anatomie, Physiologie und wissenschaftliche Medicin)
- mit Rudolf Leuckart: Anatomisch-physiologische Übersicht des Thierreichs. Stuttgart 1852.
- Zur Kenntnis des Tarsus der Wiederkäuer und paarzehigen Pachydermen. Rostock 1859.